# St. Peter, Možberk
St. Peter je naselje v Občini Možberk v Okraju Celovec-dežela na Koroškem v Avstriji.